# Apfelrostmilbe
Die Apfelrostmilbe (Aculus schlechtendali) ist eine Milbenart aus der Familie der Gall- und Rostmilben (Eriophyidae). In Deutschland tritt sie erst ab den 1980er Jahren in größerem Maße als Schädling an Apfel- und Birnbäumen in Erscheinung.

## Merkmale
Die Apfelrostmilbe ist mit 0,15 – 0,20 mm Länge wesentlich kleiner als etwa die Rote Spinne und nur mit einer starken Lupe zu erkennen. Die Weibchen werden etwas größer als die Männchen. Sie ist gelblich bis bräunlich gefärbt, je älter sie werden desto dunkler wird ihre Färbung.

## Verbreitung
Die Apfelrostmilbe ist in den Apfelanbaugebieten in den USA und Kanada sowie in Australien und Europa verbreitet.

## Lebensweise
Die Milben überwintern unter Knospen von jungen Trieben. Im Frühjahr werden sie aktiv und besiedeln die Knospen. Das Weibchen kann 60 bis 100 Eier legen. Nach der Eiablage schlüpfen die Larven binnen 10 Tagen. Sie saugen Pflanzensäfte an der Unterseite frischer Blätter. Es können fünf bis sechs Generationen im Laufe einer Vegetationsperiode entstehen. Ab Ende August suchen die Milben Überwinterungsplätze.

## Schadbild
Die Apfelrostmilbe bildet keine Pflanzengallen. Der Schaden an den Bäumen äußert sich durch verbräunte Blattunterseiten und einen verminderten Fruchtertrag. Bei einem Befall, der die Schadschwelle überschreitet, finden sich oft Tausende von Apfelrostmilben pro Blatt.

## Synonyme
- Versates malivagrans Keifer, 1946[2]
- Aculops malus Zaher & Abou-Awad, 1979[2]